# The Girl Guides Association of Grenada
The Girl Guides Association of Grenada (GGAG, Associazione Ragazze Guide di Grenada) è l'organizzazione nazionale del Guidismo in Grenada. Questa conta 760 membri (nel 2003). Fondata nel 1925, l'organizzazione diventa  un membro associato del World Association of Girl Guides and Girl Scouts (WAGGGS) nel 1990.